# Le Grand Roman américain
Ne doit pas être confondu avec Grand roman américain.
Le Grand Roman américain (titre original en anglais : The Great American Novel) est un roman de l'écrivain américain Philip Roth, publié aux États-Unis en janvier 1973 aux éditions Houghton Mifflin Harcourt et paru en français le 26 juin 1980 aux éditions Gallimard.

## Réception critique
Ce roman ayant pour cadre le baseball, comme sport iconique des États-Unis, est moyennement apprécié par The New York Times à sa parution en 1973 qui ne le place pas parmi les meilleurs livres alors parus du romancier américain, appréciation qui perdure en 2006.

## Éditions
- (en) The Great American Novel, éditions Holt, Rinehart & Winston, Houghton Mifflin Harcourt, 1973  (ISBN 978-0030045165), 382 p.
- Le Grand Roman américain, trad. Sylvie Salade, coll. « Du monde entier », éditions Gallimard, 1980  (ISBN 9782070209606), 504 p.[3]
- (en) The Great American Novel, Vintage Books, 1995  (ISBN 978-0679749066), 416 p.